# Fynsk forår (film)
 For alternative betydninger, se Fynsk forår. (Se også artikler, som begynder med Fynsk forår)
Fynsk forår er en dansk virksomhedsfilm fra 1965 instrueret af Jesper Tvede efter eget manuskript. Filmen er produceret af Teknisk Film Compagni for DSB.

## Handling
Denne artikel mangler et handlingsreferat. Hjælp os med at skrive det.